# Фердинанд IV (великий герцог Тосканський)
Фердинанд IV (італ. Ferdinando IV di Toscana; 10 червня 1835 — 17 січня 1908) — останній великий герцог Тосканський (1859—1860).

## Біографія

### Молоді роки
Походив з династії Лотаринзьких Габсбургів. Старший син Леопольда II, великого герцога Тосканського, від його другої дружини Марії Антонії Бурбон-Сицилійської. Народився 1835 року в Флоренції.
1856 року пошлюбив представницю Саксонських Веттінів. Втім у лютому 1859 року дружина померла. 27 квітня того ж року внаслідок повстання у Флоренції разом з батьками та іншими братами і сестрами втік до Болоньї.

### Герцогування
Леопольд II зрікся на користь Фердинанда, якого 21 липня 1859 року оголошено великим герцогом Тосканським. Втім Тосканська асамблея відмовилася визнавати права Фердинанда IV, оголосивши 21 серпня 1859 року про позбавлення влади. разом з родиною перебрався до Відня. Проте за Віллафранським перемир'ям того ж року Франція та Австрія погодилися відновити Фердинаннда IV на троні Тоскани. Але 22 березня 1860 року було оголошено про приєднаннян великого герцогства Тосканського до Сардинського королівства.

### Подальше життя
Підтримував легитимістську-автономістську партію в Тоскані, яка виступала за повернення Фердинанда на трон. Він фінансував газету «Флоренція», друкований орган цієї партії. 1866 року після визнання австрією королівства Італія припинив спроби повернутися на трон Тоскани, відійшовши від політичної діяльності.
1868 року одружився вдруге. Після цього оселився в Зальцбурзі. 1870 року відмовився від прав на велике герцогство Тосканське на користь австро-угорського імператора Франца Йосифа I.
У 1874 році була збудована вілла Тоскана в Ліндау на Боденському озері, яка стала літньою резиденцією родини. Також проводив інколи літо у маєтку в Шлакенверті в Богемії. Часто навідували родичів у Відні, Саксонії та Баварії. Хоча подружжя все життя провело в Австрії, вдома вони розмовляли італійською та вели життя в італійському дусі. Помер Фердинанд 1908 року в Зальцбурзі.

## Родина
1 Дружина — Анна Марія, донька Йоганна I Веттіна, короля Саксонії
Діти:
- Марія Антуанетта (1858—1883)

2 Дружина — Аліса, донька Карла III Бурбона, герцога Парми і П'янченци
Діти:
- Леопольд Фердинанд (1868—1935) — полковник австрійської армії, відмовився від титулу, був тричі морганатично одруженим, дітей не мав;
- Луїза (1870—1947) — була двічі одружена, мала восьмеро дітей від обох шлюбів,
- Йозеф Фердинанд (1872—1942) — титулярний великий герцог Тоскани у 1908—1921 роках, генерал-полковник австрійської армії, був двічі морганатично одруженим, мав двох дітей від другого шлюбу;
- Петер Фердинанд (1874—1948) — титулярний великий герцог Тоскани, був одружений із сицилійською принцесою Марією Крістіною, мав четверо дітей;
- Генріх Фердинанд (1878—1969) — генерал-майор австрійської армії, художник, фотограф, був морганатично одружений з Марією Кароліною Лудешер, мав трьох дітей;
- Анна Марія (1879—1961) — дружина князя Гогенлое-Бартенштайна та Ягстберга Йоганнеса, мала шестеро дітей;
- Маргарита (1881—1965) — одружена не була, дітей не мала;
- Германа (1884—1955) — одружена не була, дітей не мала;
- Фердинанд Роберт (1885—1895) — прожив 10 років;
- Агнеса (1891—1945) — одружена не була, дітей не мала.